# Нежинский городской совет
Нежинский городской совет (укр. Ніжинська міська рада) — орган местного самоуправления Нежинской общины в Черниговской области. Нежинская община образована 19 ноября 2018 года. Административный центр — город Нежин.

## Общие сведения
- Территория общины: 110,6 км²
- Население общины: 67 709 человек (по состоянию на 1 января 2021 года)
- По территории общины протекает река Остёр.

Нежинская община расположена в 83 км от областного центра Чернигов и в 150 км от столицы Украины Киев. Территория общины — 110,6 км². Высота над уровнем моря — 118 м. Климат — умеренно-континентальный с достаточным количеством осадков, теплым летом и сравнительно мягкой зимой. Водные ресурсы— река Остер и каскад прудов. Имеются полезные ископаемые, например песок и глина.
Климат на территориях общины гемибореальный. Средняя температура — 6 °С. Самый теплый месяц — июль (при температуре 22 °С), а самый холодный — декабрь (при -12 °С).

## Населённые пункты
| Русский     | Украинский       | Статус | Площадь   | Население          | Плотность        | Городской голова/Староста   |
| ----------- | ---------------- | ------ | --------- | ------------------ | ---------------- | --------------------------- |
| Нежин       | укр. Ніжин       | город  | 50,5 км²  | 67 100 чел. (2020) | -                | Александр Михайлович Кодола |
| Кунашовка   | укр. Кунашівка   | село   | 1,55 км²  | 563 чел. (2001)    | 363,23 чел./км²  | Любовь Николаевна Пелехай   |
| Переясловка | укр. Переяслівка | село   | 2,249 км² | 480 чел. (2001)    | 213,43 чел./км²  | Любовь Николаевна Пелехай   |
| Паливода    | укр. Паливода    | село   | 0,53 км²  | 139 чел. (2001)    | 262,26 чел./км²  | Любовь Николаевна Пелехай   |
| Наумовское  | укр. Наумівське  | село   | 0,031 км² | 53 чел. (2001)     | 1709,68 чел./км² | Любовь Николаевна Пелехай   |

## Состав совета
Совет состоит из 38 депутатов и главы.
- Председатель совета — Александр Михайлович Кодола[11]
- Секретарь Совета— Юрий Юрьевич Хоменко

### Руководящий состав предыдущих созывов[12]
| ФИО                         | Основные сведения                                                              | Дата избрания        | Дата прекращения полномочий |
| --------------------------- | ------------------------------------------------------------------------------ | -------------------- | --------------------------- |
| Михаил Васильевич Приходько | Городской голова, 1958 года рождения, высшее образование, член Народной партии | 26 марта 2006 года   | 31 октября 2010 года        |
| Михаил Васильевич Приходько | Городской голова, 1958 года рождения, высшее образование, беспартийный         | 31 октября 2010 года | 22 марта 2013 года          |
| Анатолий Валерьевич Линник  | Городской голова, 1968 года рождения, высшее образование                       | 25 мая 2014 года     | 25 октября 2020 года        |
| Александр Михайлович Кодола | Городской голова, 1982 года рождения, высшее образование, За будущее           | 25 октября 2020 года |                             |

### Депутаты
По результатам местных выборов 2020 года депутатами Рады стали:
| Субъект выдвижения                                       | Количество избранных депутатов | %     |
| -------------------------------------------------------- | ------------------------------ | ----- |
| Политическая партия «За будущее»                         | 7                              | 18,42 |
| Политическая партия «Оппозиционная платформа — За жизнь» | 5                              | 13,16 |
| Политическая партия «Родной дом»                         | 4                              | 10,53 |
| Политическая партия «Слуга народа»                       | 4                              | 10,53 |
| Политическая партия «Батькивщина»                        | 3                              | 7,89  |
| Политическая партия «Европейская солидарность»           | 3                              | 7,89  |
| Политическая партия «Наш край»                           | 3                              | 7,89  |
| Политическая партия «Самопомощь»                         | 3                              | 7,89  |
| Политическая партия «Радикальная партия Олега Ляшко»     | 3                              | 7,89  |